# Cearbhall Ó Dálaigh
Cearbhall Ó Dálaigh, né le 12 février 1911 à Bray (comté de Wicklow), et mort le 17 mars 1978 à Dublin, est un homme politique irlandais, cinquième président d'Irlande de 1974 à 1976.

## Biographie
Il étudie la langue celtique à l'University College de Dublin et le droit à King's Inn.
Il est procureur général de 1946 à 1958, puis juge à la Cour suprême. En 1961, il devient président de la Cour suprême puis assume la fonction de juge irlandais à la Cour de justice des Communautés européennes (CJCE), devenue depuis Cour de justice de l'Union européenne (CJUE).
Élu président le 19 décembre 1974 à l'unanimité, il démissionne 18 mois plus tard en raison d'une remarque insultante du ministre de la Défense Paddy Donegan au sujet de la constitutionnalité d'une loi, finalement jugée conforme à la constitution par la Cour suprême. Le Fianna Fáil dépose une motion de censure contre le ministre mais celle-ci est repoussée par le Dail. Dans ces conditions, Cearbhall Ó Dálaigh renonce à ses fonctions.
Il meurt deux ans plus tard, tandis que son épouse disparaît en 1994 à l'âge de 85 ans.